# 四方剧院
36°6′26.5″N 120°21′9.5″E / 36.107361°N 120.352639°E
四方剧院，或称四方大剧院，现名永安大戏院，位于中国山东省青岛市市北区人民二路6号（原四方区辖地），建于1958年。

## 历史
四方剧院址原为中山路华乐大戏院1953年拆除后，该戏院的“前进京剧团”的演出场所，为一处以木板、木杆、苇席搭建的临时剧场。1956年，前进京剧团合并于即墨县京剧团。因当时四方区没有剧场、戏院，四方区人民政府遂在此筹建四方剧场，1957年下半年动工，1958年竣工，1959年5月1日开业，由四方区主管。1963年归属青岛市文化局。1966年6月增设电影放映业务。文革期间，此处改名“井冈山剧院”。1960年代末扩建舞台。1970年代开挖了与人防主干道连通的防空洞。1978年改名“四方剧院”。1980年接层改造，扩建观众席，安装冷风设备。1990年代后，因电视机的普及，剧院逐渐没落。2002年，青岛市人民政府投资450万元对剧院进行全面改造，同年四方剧院与青岛市京剧院合并，剧院隶属于京剧院。2011年，剧院再次改造，更换了绝大部分旧有设施，2012年1月竣工。2020年，由青岛演艺集团立项，四方剧院经改造后，继承原位于市南区平度路的市内著名京剧剧场之名，更名为“永安大戏院”。

## 建筑特色
四方剧院1990年占地面积4690平方米，建筑面积2878平方米。初建时整体二层，座席915个。1990年整体三层，一、二层为观众厅，有观众席1152个，三层为放映室，后楼二、三层为演员宿舍。